# IEEE 802.11ah
IEEE 802.11ah è un protocollo di rete senza fili, chiamato commercialmente Wi-Fi HaLow (pronunciato: /wai fai halo/). È una estensione dello standard di rete senza fili IEEE 802.11-2007. 
Lo standard ha lo scopo di inserirsi nel mercato dell'internet delle cose e della casa digitale, sovrapponendosi così alla tecnologia bluetooth. Beneficia di un basso consumo energetico permettendo la creazione di grandi gruppi di stazioni e sensori che cooperano per condividere il segnale, supportando quindi progetti di internet delle cose.
I chip di comunicazione che verranno prodotti con questo standard verosimilmente saranno utilizzati in dispositivi di sensoristica per la domotica, videocamere di sicurezza e dispositivi indossabili per la salute ed il fitness. 
Lo standard è fissato per lavorare ad una frequenza di 900 MHz, avendo quindi una velocità minore rispetto alle reti che lavorano a 2,4 e 5 GHz. 